# Championnat NCAA de soccer
Le championnat masculin NCAA de Division I de soccer est une compétition universitaire américaine de football.

## Historique
La NCAA a organisé le premier championnat masculin de Division I de soccer (football) en 1959 avec seulement 8 équipes.

## Organisation du championnat
Le championnat NCAA de Division I est un tournoi a élimination directe de 48 équipes. 22 conférences garantissent à son champion, une qualification automatique tournoi final. Il s'agit de :
| - America East Conference - American Athletic Conference - Atlantic Coast Conference - Atlantic Sun Conference - Atlantic 10 Conference - Big East Conference |  | - Big South Conference - Big Ten Conference - Big West Conference - Coastal Athletic Association - Horizon League - Ivy League |  | - Metro Atlantic Athletic Conference - Missouri Valley Conference - Northeast Conference - Ohio Valley Conference - Patriot League |  | - Southern Conference - Sun Belt Conference - The Summit League - West Coast Conference - Western Athletic Conference |

Chaque conférence détermine le format de son championnat qualificatif au tournoi national. Les 26 autres équipes sont sélectionnées par un comité composé de représentants de chacune des huit régions NCAA du pays. Le comité utilise un certain nombre de critères, le plus influent étant le Ratings Percentage Index, une formule mathématique conçue pour comparer objectivement le niveau des performances réalisées par chaque équipe de division I.
Les 16 meilleures équipes du pays sont qualifiées d'office pour le second tour. Les 32 autres sont regroupées par proximité géographique. Les quatre premiers tours sont joués sur le site du campus de la meilleure des deux équipes. La Men's College Cup, comprenant les demi-finales et la finale, est jouée dans un stade prédéterminé avant la compétition. En cas d'égalité, le match se prolonge jusqu'à ce qu'il y ait un but (« mort subite »).
Le Trophée Hermann récompense le meilleur joueur universitaire de l'année.

## Champions NCAA de Division I
| Année | Vainqueur                                     | Score         | Finaliste                 | Lieu                                               |
| ----- | --------------------------------------------- | ------------- | ------------------------- | -------------------------------------------------- |
| 1959  | Saint Louis Billikens                         | 5-2           | Bridgeport Purple Knights | Memorial Stadium (Storrs, Connecticut)             |
| 1960  | Saint Louis Billikens                         | 3-2           | Maryland Terrapins        | Brooklyn College Field (Brooklyn, New York)        |
| 1961  | West Chester Golden Rams                      | 2-0           | Saint Louis Billikens     | Public Schools Stadium (Saint-Louis, Missouri)     |
| 1962  | Saint Louis Billikens                         | 4-3           | Maryland Terrapins        | Francis Field (Saint-Louis, Missouri)              |
| 1963  | Saint Louis Billikens                         | 3-0           | Navy Midshipmen           | Rutgers Stadium (Piscataway, New Jersey)           |
| 1964  | Navy Midshipmen                               | 1-0           | Michigan State Spartans   | Brown Stadium (Providence, Rhode Island)           |
| 1965  | Saint Louis Billikens                         | 1-0           | Michigan State Spartans   | Francis Field (Saint-Louis, Missouri)              |
| 1966  | San Francisco Dons                            | 5-2           | Long Island Blackbirds    | California Memorial Stadium (Berkeley, Californie) |
| 1967  | Michigan State Spartans Saint Louis Billikens | 0-0           | match interrompu (météo)  | Francis Field (Saint-Louis, Missouri)              |
| 1968  | Maryland Terrapins Michigan State Spartans    | 2-2 (2 prol.) | match déclaré nul         | Grant Field (Atlanta, Géorgie)                     |
| 1969  | Saint Louis Billikens                         | 4-0           | San Francisco Dons        | Spartan Stadium (San José, Californie)             |
| 1970  | Saint Louis Billikens                         | 1-0           | UCLA Bruins               | Ralph Korte Stadium (Edwardsville, Illinois)       |
| 1971  | Howard Bison*                                 | 3-2           | Saint Louis Billikens     | Miami Orange Bowl (Miami, Floride)                 |
| 1972  | Saint Louis Billikens                         | 4-2           | UCLA Bruins               | Miami Orange Bowl (Miami, Floride)                 |
| 1973  | Saint Louis Billikens                         | 3-2 (prol.)   | UCLA Bruins               | Miami Orange Bowl (Miami, Floride)                 |
| 1974  | Howard Bison                                  | 2-1 (4 prol.) | Saint Louis Billikens     | Busch Memorial Stadium (Saint-Louis, Missouri)     |
| 1975  | San Francisco Dons                            | 4-0           | SIU Edwardsville Cougars  | Ralph Korte Stadium (Edwardsville, Illinois)       |
| 1976  | San Francisco Dons                            | 1-0           | Indiana Hoosiers          | Franklin Field (Philadelphie, Pennsylvanie)        |
| 1977  | Hartwick Hawks                                | 2-1           | San Francisco Dons        | California Memorial Stadium (Berkeley, Californie) |
| 1978  | San Francisco Dons*                           | 2-0           | Indiana Hoosiers          | Tampa Stadium (Tampa, Floride)                     |
| 1979  | SIU Edwardsville Cougars                      | 3-2           | Clemson Tigers            | Tampa Stadium (Tampa, Floride)                     |
| 1980  | San Francisco Dons                            | 4-3 (prol.)   | Indiana Hoosiers          | Tampa Stadium (Tampa, Floride)                     |
| 1981  | Connecticut Huskies                           | 2-1 (prol.)   | Alabama A&M Bulldogs      | Stanford Stadium (Stanford, Californie)            |
| 1982  | Indiana Hoosiers                              | 2-1 (8 prol.) | Duke Blue Devils          | Lockhart Stadium (Fort Lauderdale, Floride)        |
| 1983  | Indiana Hoosiers                              | 1-0 (2 prol.) | Columbia Lions            | Lockhart Stadium (Fort Lauderdale, Floride)        |
| 1984  | Clemson Tigers                                | 2-1           | Indiana Hoosiers          | Kingdome (Seattle, État de Washington)             |
| 1985  | UCLA Bruins                                   | 1-0 (8 prol.) | American Eagles           | Kingdome (Seattle, État de Washington)             |
| 1986  | Duke Blue Devils                              | 1-0           | Akron Zips                | Tacoma Dome (Tacoma, État de Washington)           |
| 1987  | Clemson Tigers                                | 2-0           | San Diego State Aztecs    | Riggs Field (Clemson, Caroline du Sud)             |
| 1988  | Indiana Hoosiers                              | 1-0           | Howard Bison              | Bill Armstrong Stadium (Bloomington, Indiana)      |
| 1989  | Santa Clara Broncos Virginia Cavaliers        | 1-1 (2 prol.) | Match interrompu (météo)  | Rutgers Stadium (Piscataway, New Jersey)           |
| 1990  | UCLA Bruins                                   | 0-0 (4 prol.) | Rutgers Scarlet Knights   | USF Soccer Stadium (Tampa, Floride)                |
| 1991  | Virginia Cavaliers                            | 0-0 (4 prol.) | Santa Clara Broncos       | USF Soccer Stadium (Tampa, Floride)                |
| 1992  | Virginia Cavaliers                            | 2-0           | San Diego Toreros         | Richardson Stadium (Davidson, Caroline du Nord)    |
| 1993  | Virginia Cavaliers                            | 2-0           | South Carolina Gamecocks  | Richardson Stadium (Davidson, Caroline du Nord)    |
| 1994  | Virginia Cavaliers                            | 1-0           | Indiana Hoosiers          | Richardson Stadium (Davidson, Caroline du Nord)    |
| 1995  | Wisconsin Badgers                             | 2-0           | Duke Blue Devils          | Richmond Stadium (Richmond, Virgine)               |
| 1996  | St. John's Red Storm                          | 4-1           | FIU Golden Panthers       | Richmond Stadium (Richmond, Virgine)               |
| 1997  | UCLA Bruins                                   | 2-0           | Virginia Cavaliers        | Richmond Stadium (Richmond, Virgine)               |
| 1998  | Indiana Hoosiers                              | 3-1           | Stanford Cardinal         | Richmond Stadium (Richmond, Virgine)               |
| 1999  | Indiana Hoosiers                              | 1-0           | Santa Clara Broncos       | Ericsson Stadium (Charlotte, Caroline du Nord)     |
| 2000  | Connecticut Huskies                           | 2-0           | Creighton Bluejays        | Ericsson Stadium (Charlotte, Caroline du Nord)     |
| 2001  | North Carolina Tar Heels                      | 1-0           | Indiana Hoosiers          | Columbus Crew Stadium (Columbus, Ohio)             |
| 2002  | UCLA Bruins                                   | 1-0           | Stanford Cardinal         | Gerald J. Ford Stadium (University Park, Texas)    |
| 2003  | Indiana Hoosiers                              | 2-1           | St. John's Red Storm      | Columbus Crew Stadium (Columbus, Ohio)             |
| 2004  | Indiana Hoosiers                              | 1-1 (2 prol.) | UC Santa Barbara Gauchos  | Home Depot Center (Carson, Californie)             |
| 2005  | Maryland Terrapins                            | 1-0           | New Mexico Lobos          | SAS Soccer Park (Cary, Caroline du Nord)           |
| 2006  | UC Santa Barbara Gauchos                      | 2-1           | UCLA Bruins               | Hermann Stadium (Saint-Louis, Missouri)            |
| 2007  | Wake Forest Demon Deacons                     | 2-1           | Ohio State Buckeyes       | SAS Soccer Park (Cary, Caroline du Nord)           |
| 2008  | Maryland Terrapins                            | 1-0           | North Carolina Tar Heels  | Pizza Hut Park (Frisco, Texas)                     |
| 2009  | Virginia Cavaliers                            | 0-0 (tab 3-2) | Akron Zips                | WakeMed Soccer Park (Cary, Caroline du Nord)       |
| 2010  | Akron Zips                                    | 1-0           | Louisville Cardinals      | Harder Stadium (Santa Barbara, Californie)         |
| 2011  | North Carolina Tar Heels                      | 1-0           | Charlotte 49ers           | Regions Park (Hoover, Alabama)                     |
| 2012  | Indiana Hoosiers                              | 1-0           | Georgetown Hoyas          | Regions Park (Hoover, Alabama)                     |
| 2013  | Notre Dame Fighting Irish                     | 2-1           | Maryland Terrapins        | PPL Park (Chester, Pennsylvanie)                   |
| 2014  | Virginia Cavaliers                            | 0-0 (tab 4-2) | UCLA Bruins               | WakeMed Soccer Park (Cary, Caroline du Nord)       |
| 2015  | Stanford Cardinal                             | 4-0           | Clemson Tigers            | Children's Mercy Park (Kansas City, Kansas)        |
| 2016  | Stanford Cardinal                             | 0-0 (5-4 tab) | Wake Forest Demon Deacons | BBVA Compass Stadium (Houston, Texas)              |
| 2017  | Stanford Cardinal                             | 1-0 (2 prol.) | Indiana Hoosiers          | Talen Energy Stadium (Chester, Pennsylvanie)       |
| 2018  | Maryland Terrapins                            | 1-0           | Akron Zips                | Harder Stadium (Santa Barbara, Californie)         |
| 2019  | Georgetown Hoyas                              | 3-3 (tab 7-6) | Virginia Cavaliers        | WakeMed Soccer Park (Cary, Caroline du Nord)       |
| 2020  | Marshall Thundering Herd                      | 1-0 (prol.)   | Indiana Hoosiers          | WakeMed Soccer Park (Cary, Caroline du Nord)       |
| 2022  | Syracuse Orange                               | 2-2 (tab 7-6) | Indiana Hoosiers          | WakeMed Soccer Park (Cary, Caroline Du Nord)       |
| 2023  | Clemson Tigers                                | 2-1           | Notre Dame Fighting Irish | Lynn Family Stadium (Louisville, Kentucky)         |
| 2024  | Vermont Catamounts                            | 2-1 (prol.)   | Marshall Thundering Herd  | WakeMed Soccer Park (Cary, Caroline Du Nord)       |

- Disqualifié par la suite

### Plus grand nombre de championnats gagnés

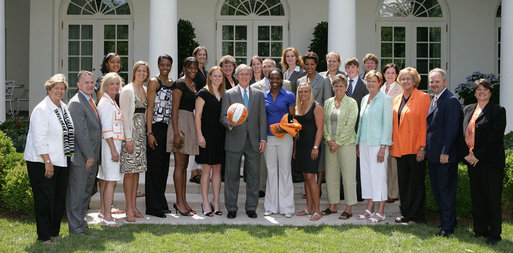
L'équipe 2008 des Tennessee Lady Vols reçue à la Maison-Blanche.

Statistique à l'issue de la saison 2024
| Rang | équipe                   | Titres NCAA Division I | College Cup |
| ---- | ------------------------ | ---------------------- | ----------- |
| 1    | Saint Louis Billikens    | 10                     | 16          |
| 2    | Indiana Hoosiers         | 8                      | 22          |
| 3    | Virginia Cavaliers       | 7                      | 13          |
| 4    | Maryland Terrapins       | 4                      | 14          |
| 4    | UCLA Bruins              | 4                      | 14          |
| 4    | Clemson Tigers           | 4                      | 9           |
| 4    | San Francisco Dons       | 4                      | ?           |
| 8    | Stanford Cardinal        | 3                      | ?           |
| 9    | North Carolina Tar Heels | 2                      | 8           |
| 9    | Michigan State Spartans  | 2                      | ?           |
| 9    | UConn Huskies            | 2                      | 6           |